# تروبچفسک
شهر تروبچفسک (به روسی: Трубчевск) در کشور روسیه و در اوبلاست بریانسک واقع شده‌است.